# Yang Yilin
Yang Yilin (楊伊琳T, 杨伊琳S, Yáng YīlínP; Huadu, 26 agosto 1992) è una ginnasta cinese vincitrice della medaglia d'oro nel concorso a squadre a Pechino 2008.

## Palmarès
- Giochi olimpici estivi

Pechino 2008: oro nel concorso a squadre, bronzo nel concorso individuale e nelle parallele asimmetriche
- Campionati mondiali di ginnastica artistica

2007 - Stoccarda: argento nel concorso a squadre e bronzo nelle parallele asimmetriche.
2010 - Stoccarda: bronzo nel concorso a squadre.